# Kate Rusby
Kate Anna Rusby (4 de diciembre de 1973) es una cantautora de folk inglesa de Penistone, Barnsley. Conocida como "El Ruiseñor de Barnsley", ha sido cabeza de cartel en varios festivales británicos de folk y es una de las más famosas cantantes contemporáneas inglesas de folk. En 2001 The Guardian la describió como "una superstar de la escena acústica británica." En 2007 el sitio web de la BBC la describió como "La primera dama de las jóvenes folkies". Es una de las pocas cantantes folk que ha sido nominada para el Mercury Prize.

## Carrera
Rusby nació en una familia de músicos en 1973 en Barnsley, Inglaterra. Después de aprender a tocar la guitarra, el fiddle y el piano, así como a cantar, actúa en muchos festivales folk locales siendo niña y adolescente, antes de unirse (y ser la vocalista líder) de The Poozies, grupo de música folk celta, sólo de mujeres. Su álbum de debut apareció en 1995. Una colaboración con su amiga de Barnsley la cantante folk Kathryn Roberts se tituló sencillamente Kate Rusby & Kathryn Roberts. En 1997, con la ayuda de su familia, graba y publica su primer álbum en solitario, Hourglass. Desde entonces ha sido aclamada en su país y en el extranjero.
Rusby fue también miembro del grupo folk Ecuation, para ser reemplazada después por Cara Dillon. Su primer EP, In Session, tuvo una repercusión comercial pequeña pero le permitió firmar con un sello conocido como WEA.
La canción original "Alma vagabunda" fue su contribución a la banda sonora para Billy Connolly's World Tour of New Zealand, una serie documental televisiva de la BBC, originalmente difundida en noviembre de 2004.

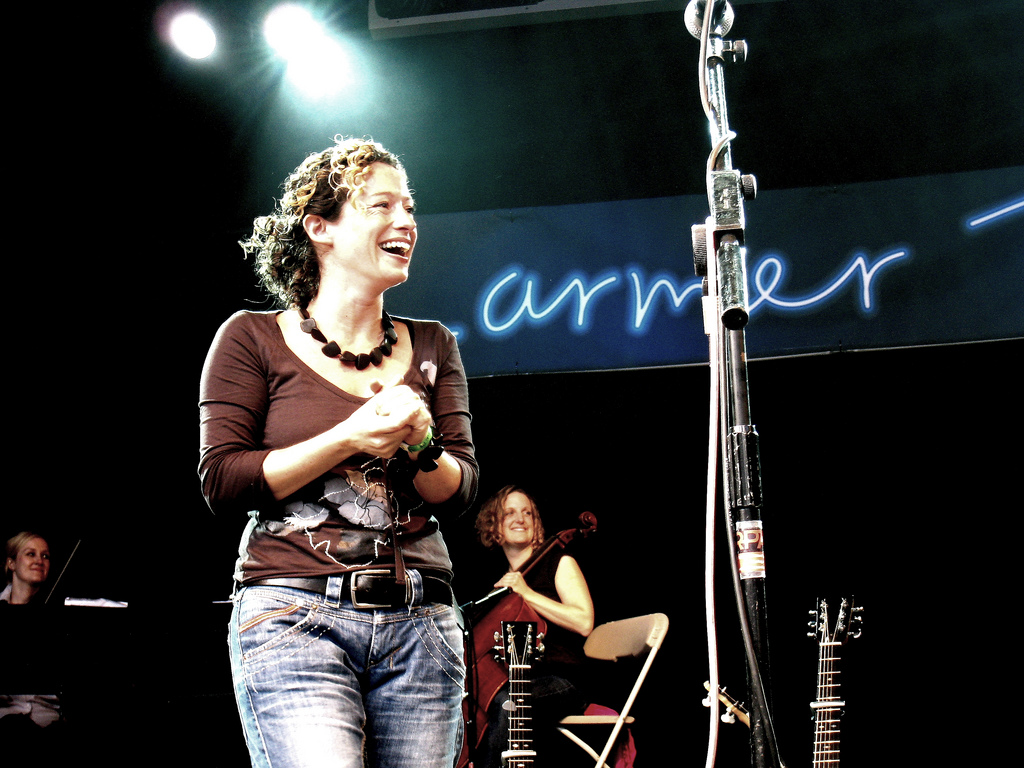
Rusby en el Larmer Tree Festival 2008

Una colaboración con Ronan Keating hizo que llegara muy arriba en la lista del Reino Unido de Singles; su dúo "All Over Again" llegó al Núm. 6 en junio de 2006. En el mismo año su versión del tema de los Kinks' "The Village Green Preservation Society" fue utilizada como tema musical del programa televisivo de la BBC Jam & Jerusalem. Rusby ha escrito varias canciones nuevas para la serie Jam & Jerusalem y ha sido la responsable musical del espectáculo.
Lanzado en el 2007 en el Cambridge Folk Festival, el álbum Awkward Annie fue publicado el 3 de septiembre de 2007.
En 2008 editó Sweet Bells, un álbum de canciones de Navidad.
En 2010, Rusby publicó el álbum Make the Light, una colección de canciones propias, y en 2011 una segunda colección de canciones de Navidad, titulada While Mortals Sleep. Su tercera colección de Navidad, The Frost is All Over, apareció en noviembre de 2015.

## Vida personal
En agosto de 2001, Rusby se casó con el fiddler y miembro de su banda John McCusker (anteriormente de la Battlefield Band), quien produjo la mayoría de sus registros hasta The Girl Who Couldn't Fly, pero posteriormente se divorciaron.
Rusby vive con su marido Damien O'Kane y su perra Doris. Su primera hija Daisy Delia, nació el 15 de septiembre de 2009.
Kate y Damien se casaron el 12 de junio de 2010. La segunda niña de la pareja, Phoebe Summer Rusby-O'Kane, nació el 30 de abril de 2012.

## Discografía

### Álbumes de solo

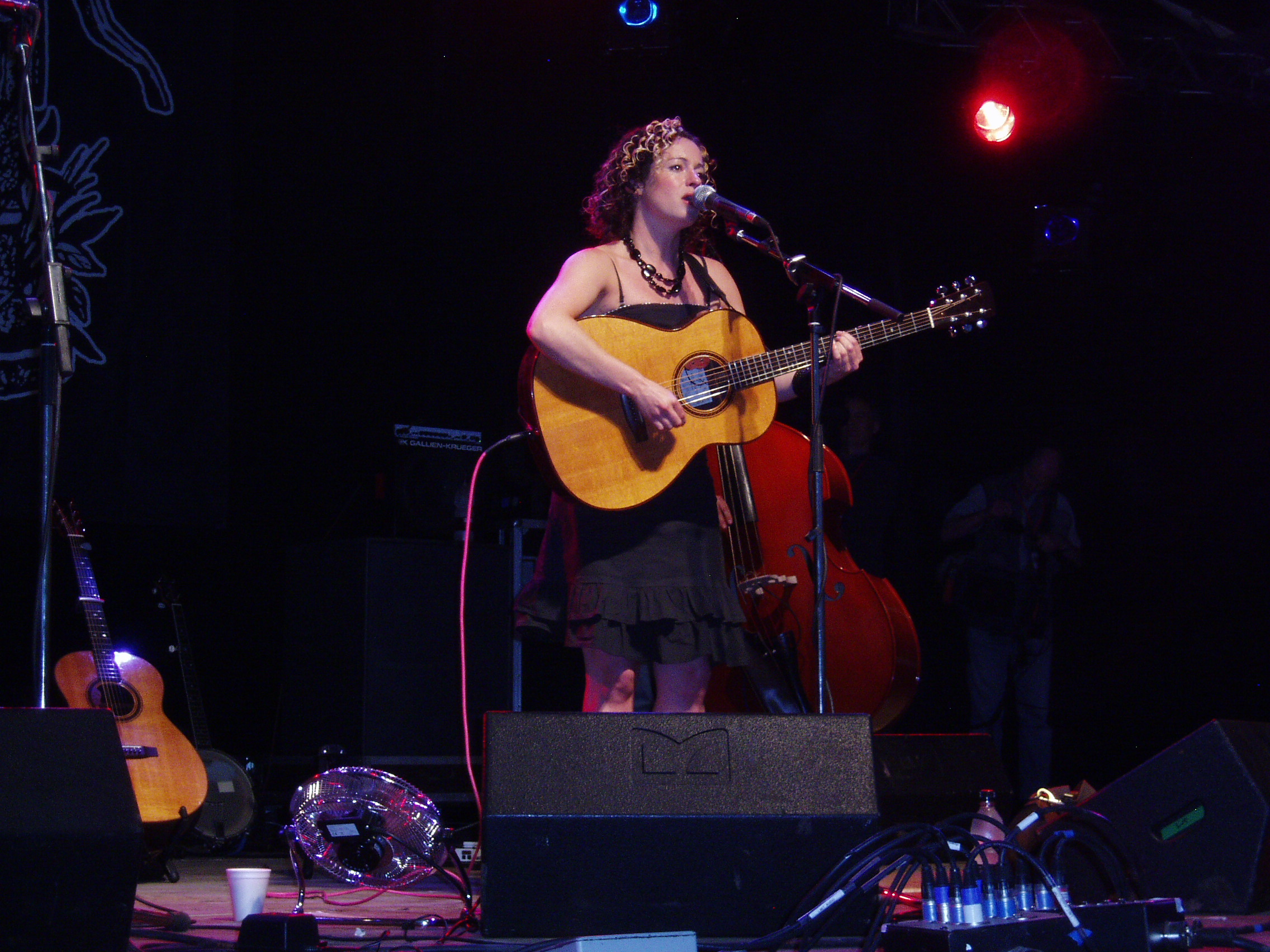
Kate Rusby 2007

- Hourglass (1997)
- Sleepless (1999)
- Little Lights (2001)
- 10 (2002)
- Heartlands (2003)
- Underneath the Stars (2003)
- The Girl Who Couldn't Fly (2005)[4]
- Awkward Annie (2007) #2 UK Indie
- Make the Light (2010)
- 20 (2012)[5]
- Ghost (2014)
- Life in a Paper Boat (2016)
- Philosophers, Poets & Kings (2019)
- Holly Head (2019)
- Hand Me Down (2020)
- 30: Happy Returns (2022)

### Álbumes de Navidad
- Sweet Bells (2008)
- While Mortals Sleep (2011)
- The Frost Is All Over (2015)
- Angels & Men (2017)

## Premios

### Mercury Music Prize
- 1999: Sleepless – nominated[6]

### BBC Radio 2 Folk Awards
- 2000: Folk Singer of the Year – winner[7]
- 2000: Best Album: Sleepless – winner[7]
- 2002: Best Original Song: "Who Will Sing Me Lullabies" – winner[7]
- 2006: Best Original Song: "No Names" (with Roddy Woomble from Idlewild) – nominated
- 2006: Best Album: The Girl Who Couldn't Fly – nominated
- 2006: Best Live Act – winner[8]